# Šťastný princ a jiné pohádky
Šťastný princ a jiné pohádky (ang. The Happy Prince and Other Stories) je malý soubor pohádek Oscara Wildea. Je to jedno z autorových prvních literárních děl a vyšlo již v roce 1888. Jedná se o sbírku pěti netradičních pohádek, s jejichž pomocí vytváří autor skrytou satiru, kritiku a podobenství.

## Šťastný princ

### Postavy
- Šťastný princ – pozlacená, drahými kameny zdobená socha
- Vlaštovička – vlaštovka, která se spřátelila se Šťastným princem

### Děj
Šťastný princ je velkolepá socha pozlacená jemnými plátky ryzího zlata. Její oči jsou ze dvou safírů a v jílci meče sochy je zasazen veliký rudý rubín. Každý tuto sochu obdivuje a skrytě jí závidí její bezstarostné štěstí. Jednoho dne se mezi chodidly prince usadila malá Vlaštovička, která se zpozdila a letěla za svými přáteli na jih. Chtěla si odpočinout ale najednou na ni začaly padat veliké kapky, ale na nebi nebyl jediný mráček. Plakal to Šťastný princ. Vyprávěl Vlaštovičce o tom, jak když byl ještě živý a měl lidské srdce, nikdy nepoznal smutek a nářek. Žil pouze z pohodlí a radovánek v paláci a byl šťastný. Nikdy netoužil poznat, co se skrývá za vysokou zdí paláce; stačilo mu jeho bezstarostné štěstí. Tak žil a tak také zemřel. Nyní však vidí všechnu ošklivost a bídu jeho města a měšťanů. Bohatí si peněz užívají, chodí v drahých šatech na honosné plesy, zatímco na ulici žebráci umírají hladem v naprosté chudobě. Proto poprosí Vlaštovičku, aby postupně roznesla všechny jeho drahokamy – safíry, rubíny a zlato chudým lidem. Vlaštovička musí odletět za svými druhy, ale nakonec službu Princovi vykoná. A když je pak Princ slepý (místo očí měl safíry), rozhodne se Vlaštovička, že už s ním zůstane napořád. Brzy však přišla zima, sníh a mráz. Vlaštovička umrzla a princi jeho olověné srdce prasklo na dvě půlky. Druhý den ráno šel kolem starosta a sochu nechal strhnout, protože už nebyla zlatá, a tudíž ani krásná a užitečná. Učení lidé (profesoři na škole) se shodli, že je nyní naprosto bezcenná a že by se měla roztavit a z ní udělat socha nová. A tak sochu dali roztavit a z ní udělali sochu starosty. Olověné srdce se jim však roztavit nepodařilo.
Jednoho dne pak řekl Bůh andělovi: "Přines mi dvě nejdražší věci z města." Anděl mu přinesl olověné srdce a mrtvé ptáče. "Dobře jsi zvolil," řekl Bůh, "neboť toto ptáče bude zpívat navěky a v mém zlatém městě mi Šťastný princ bude vzdávat chválu."

## Slavík a růže

### Postavy
- Slavík
- Student – zamilovaný student filozofie
- Keře s bílými, žlutými a červenými květy

### Děj
Příběh vypráví o mladém studentovi, který je zamilovaný do krásné dívky. Ta chce, jako důkaz jeho lásky, rudou růži, jinak o něm nechce nic slyšet. Student od dívky odchází smutný a naříká pod stromem v parku, že žádné růže už nekvetou a on neví kde by je měl hledat. Slavík, který seděl na stromě, ho poslouchal a došlo mu, že ten milenec, kterého ve svých písních tak často opěvuje, je onen student a rozhodne se mu pomoct. Létá od keře ke keři ale žádný z nich nemá rudé květy – jen bílé a žluté. Když konečně najde keř, který má rudé růže, zjistí, že mráz mu zahubil poupata a vichřice polámala větve a že tento rok už nebude mít žádné květy. Keř sdělí Slavíkovi, že je jen jediná možnost jak onen květ získat, ale je tak strašná, že jí sdělí Slavíkovi teprve potom, co ho ten přemluví. Slavík by musel zpívat za měsíčního světla s hrudí přitisknutou k trnu a trn musí proniknout jeho srdcem a skropit růži.
"Zaplatit za růži smrtí, to je vysoká cena," vykřikl Slavík, "a život je všem drahý. Je příjemné sedět v zeleném lese a pozorovat slunce v jeho zlatém voze a měsíc v jeho voze z perel. Sladká je vůně hlohu a sladké jsou modravé zvonky skryté v údolí a vřes, který povívá po hoře. Avšak láska je lepší než život a co je srdce ptáka ve srovnání se srdcem lidským?"
Rozhodne se to tedy podstoupit. A opravdu: zrodí se nádherná růže, za kterou však slavík musel zaplatit životem. Ráno najde tuto růži pod svým stromem student a hned s ní běží za svou milou. Ta ovšem růží pohrdne, protože synovec nejvyššího komořího jí poslal pravé klenoty. A klenoty pro ni mají daleko větší cenu než nějaké květiny. Student, zklamaný a rozzlobený, odhodil rudou růži do blátivé kaluže a takřka hned ji přejela kola aut.
"Jaká pošetilá záležitost je láska," řekl student a odešel. "Není ani zpola tak důležitá jako logika, protože nic nedokazuje, a vždycky říká něco, co se nestane, a nutí člověka věřit něčemu, co vůbec není pravda. Je vlastně velice nepraktická, a jelikož být praktický znamená v tomto věku všechno, vrátím se znovu k filosofii a budu studovat metafyziku."

## Sobecký obr

### Postavy
- Obr
- Děti z ulice

### Děj
Příběh vypráví o obrovi, který poté co zjistí, že si v jeho krásné a velké zahradě hrály děti, dá postavit kolem zahrady obrovskou zeď. Zákaz vstupu hlásala velká cedule, zavěšená na dveřích do zahrady. Kromě dětí do zahrady nevkročilo ani Jaro, a proto obrova zahrada byla šedivá, vypadala smutně a nic v ní nekvetlo. Panovala tu Zima se Severákem a další jejich přátelé se k nim přidali. Jednoho dne děti do zahrady vstoupily bez obrova povolení – ta ožila, stromy rozkvetly. Jakmile ale děti uviděly obra, jak se na ně z kouta dívá, rozutekly se. V zahradě ještě zůstal pouze malý chlapec, který se chtěl vyšplhat na větev stromu, ale nedosáhl na ni. Jeho malé oči byly plné slz, a tak nemohl vidět obra, jak přichází. Ten mu ale pomohl vyšplhat do koruny stromu a v tom okamžiku mu došlo, jak moc byl sobecký. Ihned začal bourat obrovskou zeď a děti si v zahradě zase mohly hrát. Obr si s dětmi vždy hrál a jeho zahrada měla pověst dětského ráje na zemi. Všechny děti měly obra rády a on je také. Bylo mu ale smutno, jelikož už nikdy nespatřil toho chlapce, kterému kdysi pomohl vylézt na strom. Vždycky mu scházel, ale chlapec se už nikdy v jeho zahradě neobjevil. Vyptával se dětí na chlapce, ale ty ho neznaly, prý ho nikdy dříve neviděly. Po mnoha letech obr zestárl a nemohl být s dětmi, pouze je pozoroval z okna svého domu. Najednou ale zahlédl toho "svého" chlapce v zahradě pod stromem!
Rozradostněn rozutíkal se obr dolů a ven ze zahrady. Spěchal po trávníku, až se přiblížil k děcku. A když k němu přiběhl, obličej mu znachověl zlobou a zvolal: "Kdo se opovážil tě zranit?" Neboť dítě mělo na dlaních otisky dvou hřebů a stejné stopy po dvou hřebech i na malých nožkách. "Kdo se opovážil tě zranit?" vykřikl obr znovu, "jen mi to pověz, a já vezmu svůj obrovský meč a zabiju ho." "Ne!" odpovědělo děcko, "to jsou rány Lásky." "A kdo jsi ty?" zeptal se obr a zmocnil se ho podivný úžas a musel před děckem pokleknout. A dítě se na obra usmálo a pravilo mu: "Kdysi jsi mě nechal hrát ve své zahradě, dnes půjdeš ty se mnou do mé, a tou je Ráj."
A když toho odpoledne přiběhly děti do zahrady, našly obra mrtvého, ležel pod stromem obalený bílými květy.

## Oddaný přítel

### Postavy
- Honza – dobrosrdečný ale velmi naivní mladík
- Mlynář Hugo – Honzův falešný kamarád

### Děj
Příběh vypráví o dobrosrdečném ale naivním chlapci, Honzovi, který doplatí na své přátelství s mlynářem, svým "nejlepším přítelem". Honza má hezkou zahradu a musí o ní denně pečovat: zalévat květiny, stromy, kosit trávu aby to pak všechno mohl prodat na trhu. Mlynář je bohatý sobec, který sebe a Honzu prohlašuje za nejlepší přátele, postupně Honzovi vnucuje své názory o přátelství. A tak Honza udělá pro mlynáře všechno, co si ten jen vymyslí: jednou musí opravit jeho stodolu nebo odvést ovce do hor. Honzíkovi se za to samozřejmě nedostává žádného uznání a pomoci, jelikož mu záleží na mlynářových názorech o něm, jako svém nejlepším příteli. Kdykoliv chce Honza odmítnout úkol od mlynáře, ten vždy předhazuje jejich přátelství. Honzova zahrada, jeho jediný zdroj obživy, chátrá, jelikož Honza na ní nemá čas: musí neustále pomáhat mlynáři, vše pod záminkou, že od něho dostane trakař. Sice ne tak nový a dobrý, sice mu chybí dost věcí a vlastně je velice starý, ale je to trakař a chtěl by od Honzíka, aby se mu za to nějak odvděčil, jako opravdový přítel. Jednoho dne pošle mlynář Honzíka pro doktora, protože jeho kluk se doma zranil. Nemůže mu půjčit lucernu (i když je tma) jelikož pro případ, že by se Honzík ztratil, by to pro něho byla moc velká ztráta a to by si on nemohl dovolit. A tak Honzík ochotně odbíhá po tmě pro doktora a na zpáteční cestě se utopí v bažině. Honzík byl za života velmi oblíbený a na pohřbu se sešlo hodně lidí. Mlynář pak po obřadu v hospodě prohlašuje:
"Rozhodně znamená nesmírnou ztrátu pro mě." pravil mlynář. "Já už mu skoro věnoval svůj trakař, a teď nevím, co s ním. Doma mi hrozně překáží a je v tak bídném stavu, že kdybych ho chtěl prodat, tak bych za něj nic nedostal. Však mě taky příště ani nenapadne, abych někomu něco věnoval. Na štědrost člověk vždycky doplatí."
A Honzík rozhodně doplatil.

## Jedinečná raketa

### Postavy
- Raketa – pyšná a namyšlená
- Prskavka
- Bengálské světlo
- Osvitka
- Žába

### Děj
Jednoho dne, princ s princeznou konali velkolepou svatbu s velkou hostinou a ohňostrojem. Před ohňostrojem se bavili Raketa, Prskavka, Bengálské světlo a Osvitka, o tom, jací jsou. Raketa byla až moc pyšná a myslela jen na sebe. Myslela si, že všichni ostatní ji budou mít rádi a oslavovat ji, až zazáří na noční obloze. Jenže se stal pravý opak. Všichni se s ní začali hádat a kárat jí, že je namyšlená, až se z toho rozbrečela. Pyrotechnici začali vystřelovat rachejtle, ale Raketu nebylo možno zapálit, protože byla celá mokrá od slz. Odhodili ji jako nefunkční do nedaleké blátivé kaluže, kde se objevila Žába. Ta se s ní taky pohádala a mínila o Raketě to samé, co Raketina společnost před jí. Potom přišli chudí kluci z města a vzali ji domů, protože si mysleli, že s ní lépe zapálí oheň v krbu. Když ji zapálili, Raketa vylétla vzhůru do oblak a pak zhasla.
Ale nikdo to neslyšel, ani ti dva kloučci, protože tvrdě spali. Z rachejtle zbyla jen ta tyčka, a ta spadla na záda huse, která si vyšla podle strouhy na procházku. "Propánakrále!" zvolala husa. "Tak ony už začnou pršet i hole!" a vrhla se do vody. "Já věděla, že vzbudím obrovskou senzaci," vydechla rachejtle a bylo po ní.